# 克卢廷厄
克卢廷厄（荷兰语：Kloetinge）是荷兰泽兰省的一座村庄，它位于胡斯的东边。
克卢廷厄是一个单立的自治市，直到1970年才并入胡斯市。

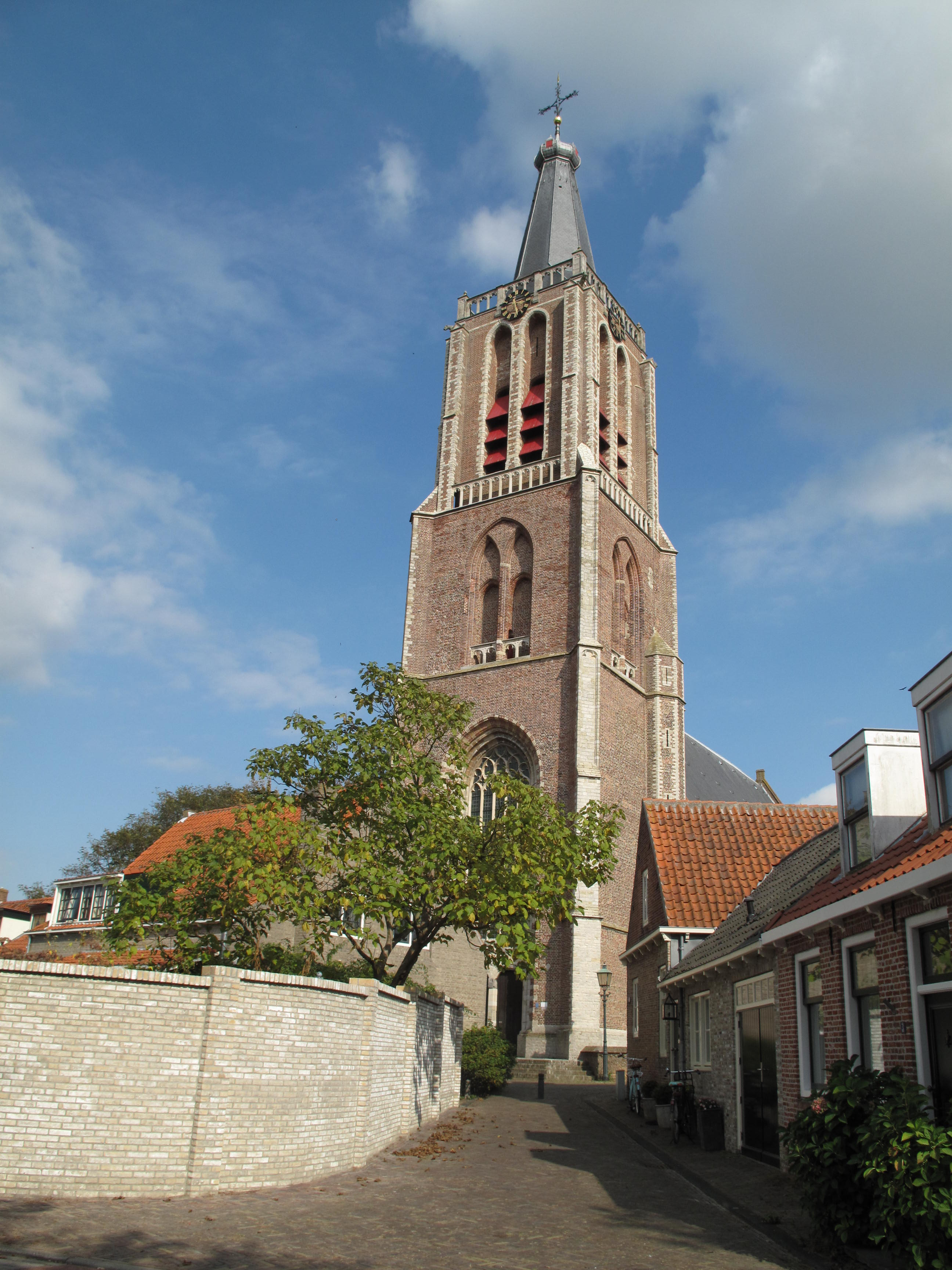
赫特鲁迪斯教堂, 前面（西）
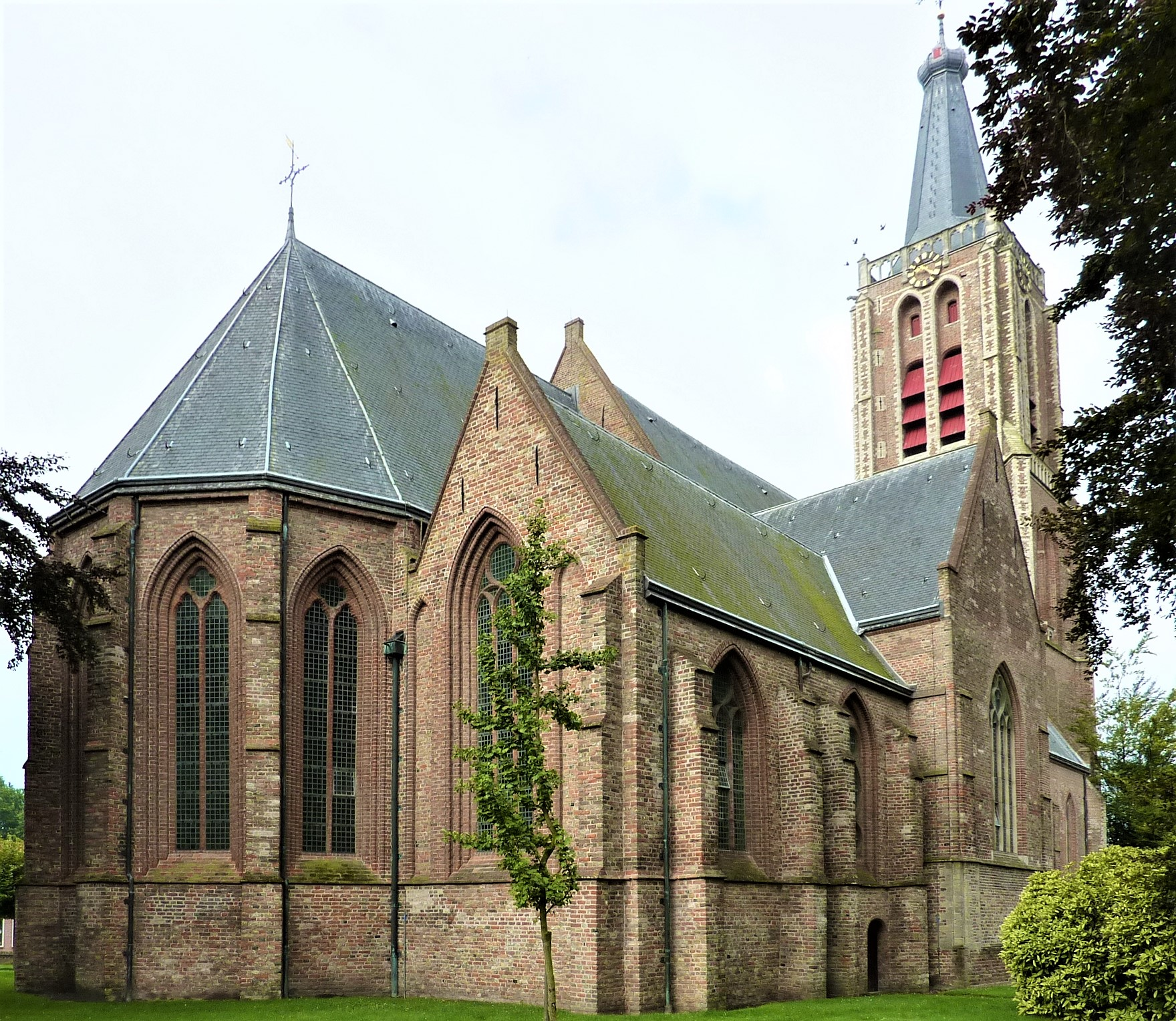
赫特鲁迪斯教堂
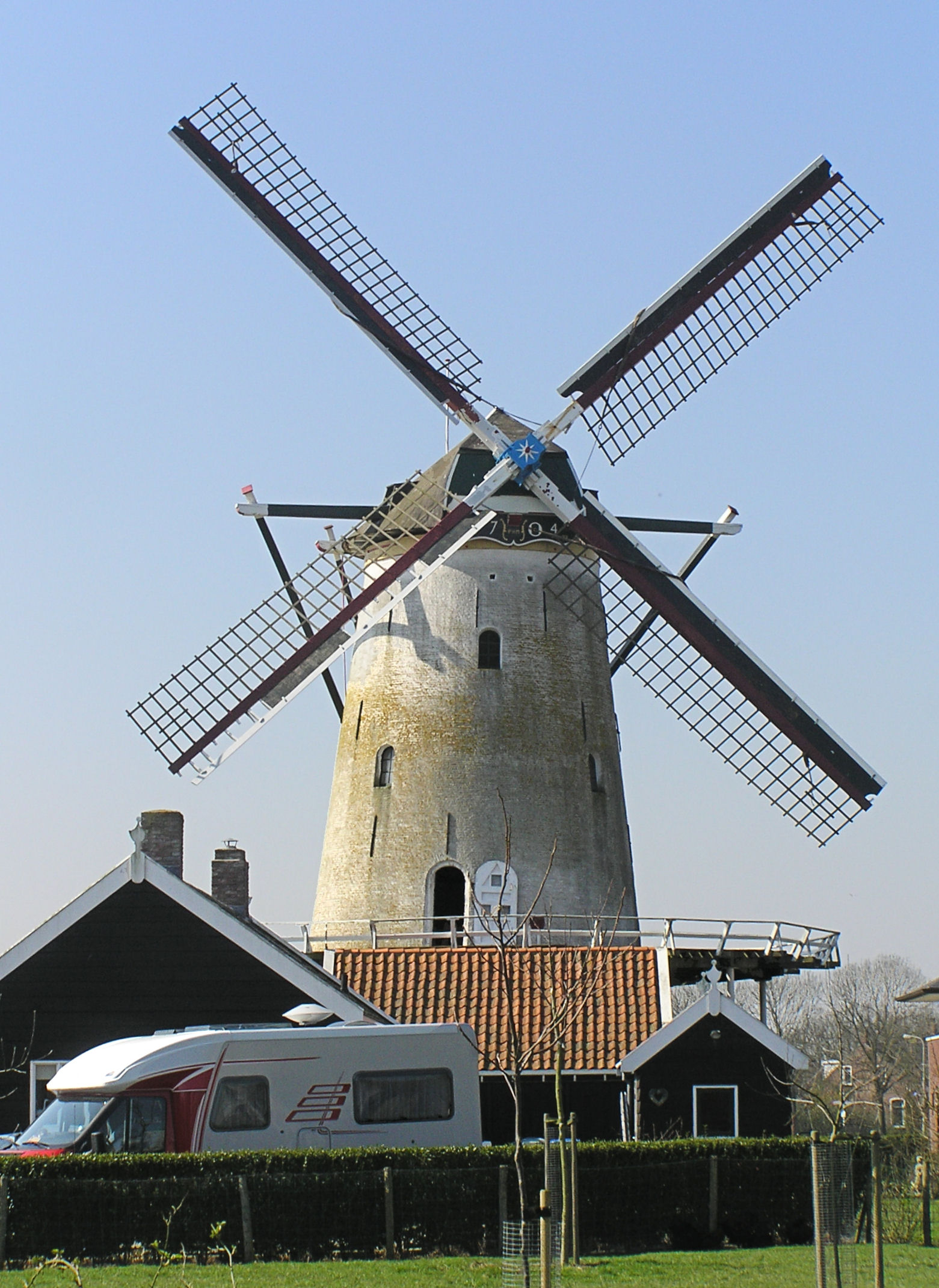
克卢廷厄的风车

## 参阅
1. ↑  Ad van der Meer and Onno Boonstra, "Repertorium van Nederlandse gemeenten", KNAW, 2006. .   [2009-12-03]. （原始内容存档于2009-12-08）.